# Monarquía italiana
La monarquía italiana tiene su origen en el periodo de unificación italiana de 1859 a 1870.
La Casa de Saboya gobernante en el reino del Piamonte-Cerdeña asumió durante este periodo la empresa de unificar los distintos estados italianos. Piamonte-Cerdeña era el estado más desarrollado e industrializado de la península y necesitaba un mercado más amplio para sus productos, por otro lado se conjugaban las presiones de los patriotas italianos.
El pionero en el proceso unificador fue el rey Carlos Alberto de Piamonte Cerdeña, él abdicó al trono en 1848 a favor de su hijo Víctor Manuel tras la revolución de ese año.
El proceso fue continuado entonces por Víctor Manuel y el Conde de Cavour quienes consiguieron la meta en 1861 cuando se proclama oficialmente la creación del Reino de Italia con Víctor Manuel II a la cabeza como rey. El proceso se consolida en 1870 con la entrada del Ejército Italiano en Roma, trasladándose la capital a esta ciudad desde Florencia, donde funcionaba desde 1865.
Durante sus primeros años el nuevo Estado Italiano debió enfrentar, por un lado, los conflictos con el Papado desposeído de la ciudad de Roma y los territorios que antes de 1870 conformaban los Estados Pontificios, y por otro la crisis económica derivada de los gastos de la guerra de unificación. Pasados en parte estos problemas Italia inició su inserción en la carrera colonialista de fines del siglo XIX, no sin tropiezos. 
Víctor Manuel II falleció en 1878 siendo sucedido por su hijo Humberto quien murió asesinado por un anarquista en 1900. Durante el reinado de Víctor Manuel III (1900-1946) Italia inició un importante proceso de industrialización, en los primeros años, lo que trajo los consiguientes problemas sociales que motivaron la dictación de las primeras legislaciones a favor de la clase obrera.
En 1914 estalla la Primera Guerra Mundial e Italia la que concluye en alianza con Francia y el Reino Unido, sin embargo no obtiene las ventajas esperadas lo que junto a la crisis económica de la posguerra aumenta el poder de los grupos radicales. Es así como en 1922 llega al poder el Partido Fascista dirigido por Benito Mussolini con la complicidad del rey quien no se resiste a entregarle el mando de la nación.
Las atrocidades cometidas por el régimen fascista y la derrota de Italia en la Segunda Guerra Mundial deterioran la imagen de la monarquía. Intentando salvar la institución Víctor Manuel III abdica a favor de su hijo Humberto II. Sin embargo, en un referéndum en 1946 el pueblo italiano decide optar por un sistema republicano en sustitución de la Monarquía. Los resultados de este referéndum han sido cuestionados.
El rey Humberto II muere en Suiza en 1983 sin ver cumplido su deseo de volver a Italia.
- Datos: Q6021222